# Zhongnanhai

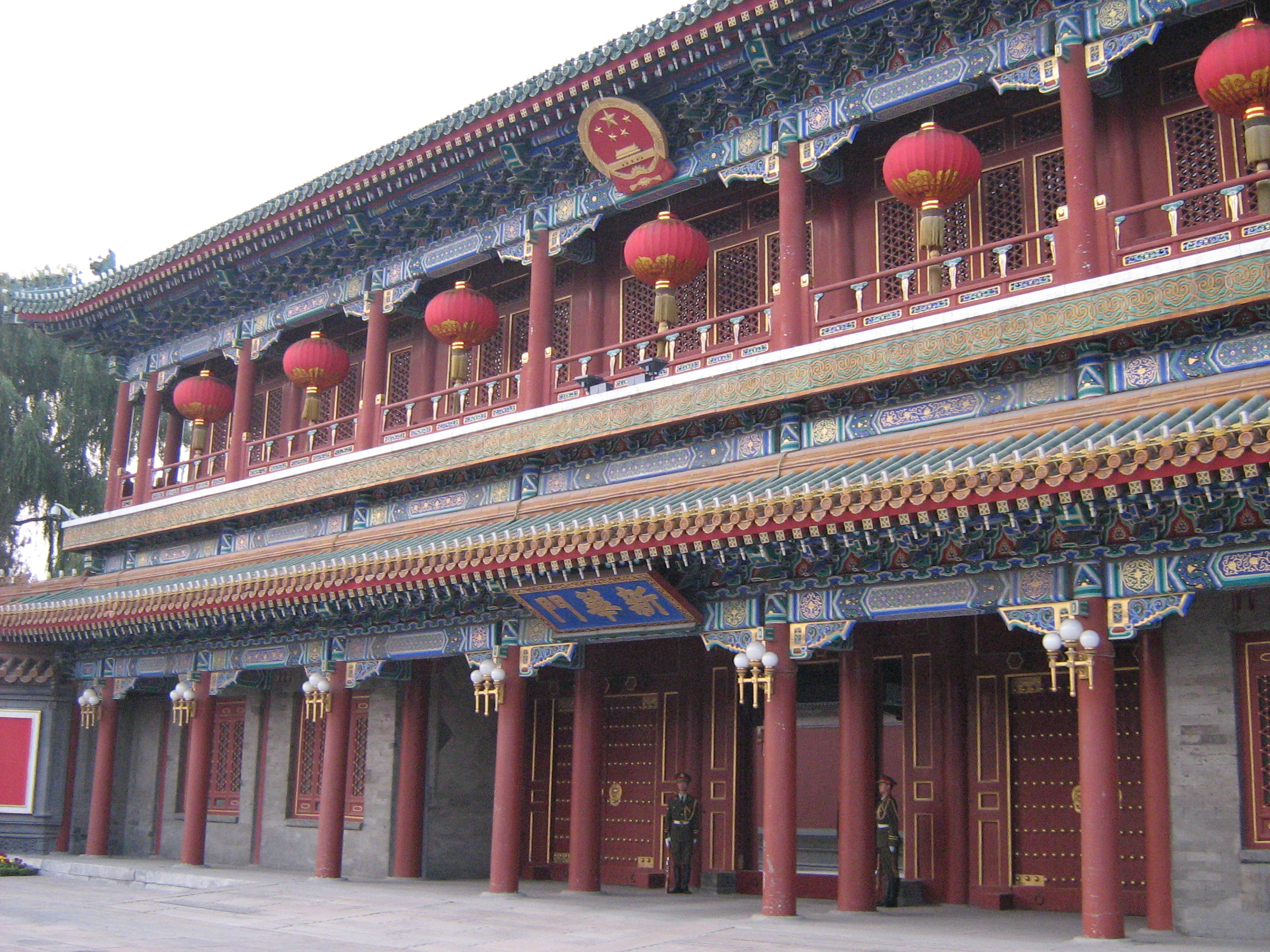
De Xinhuapoort.

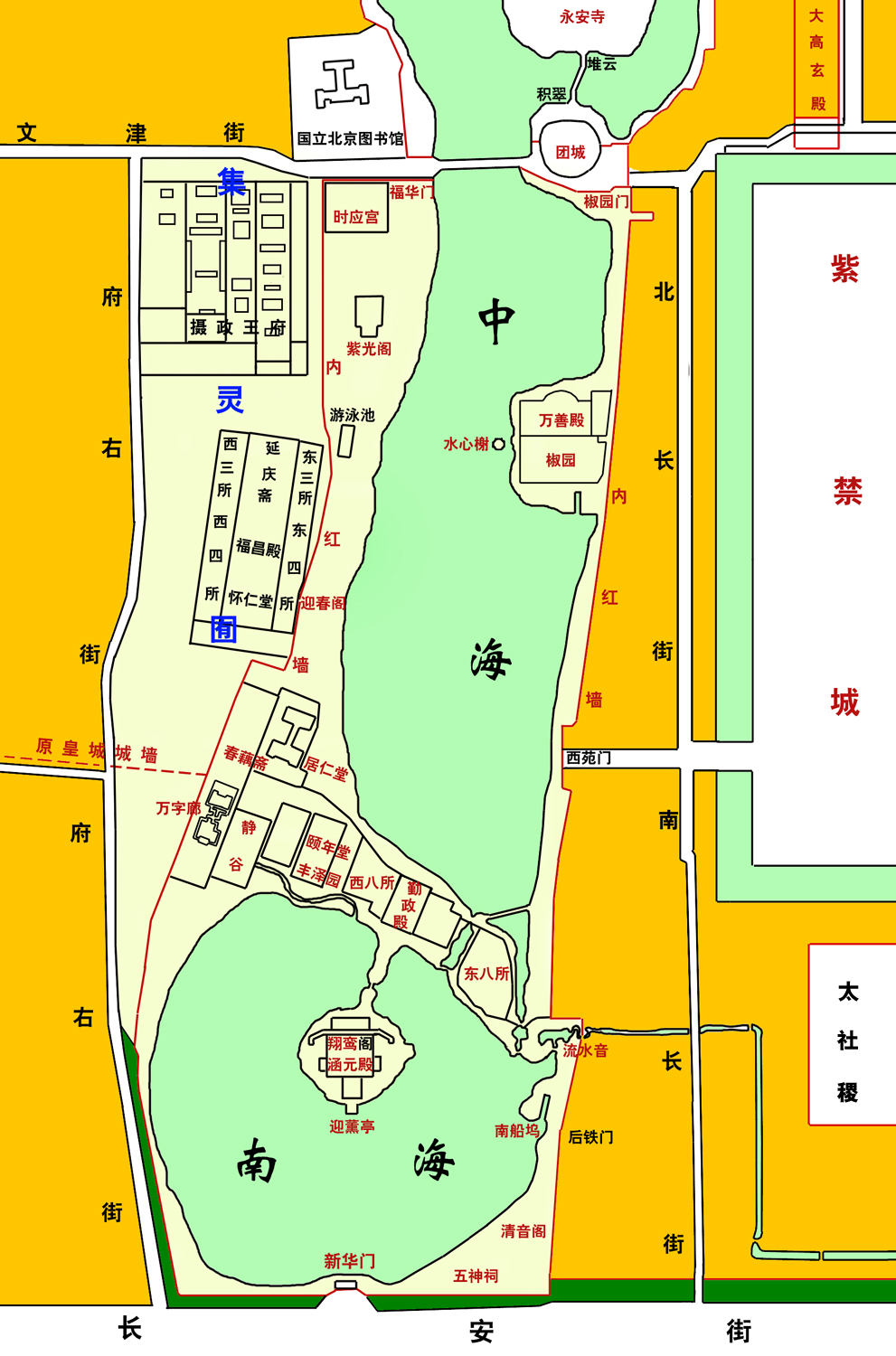
Kaart van Zhongnanhai uit de periode 1912–1949. De twee meren zijn ingekleurd in groen en (rechts) in het oosten ligt de Verboden Stad.

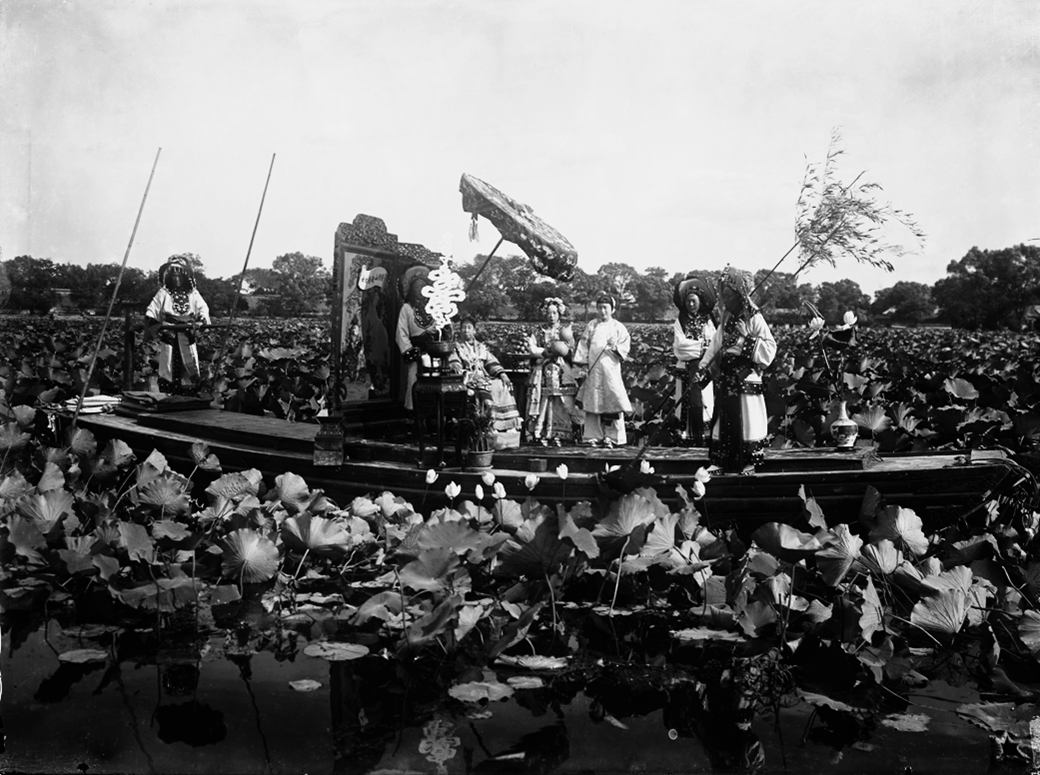
Keizerin Cixi op het Middenmeer (circa 1904).

Zhongnanhai is het bestuurscentrum van de Communistische Partij van China (CPC) en de regering van de Volksrepubliek China. Het was aangelegd als keizerlijke paleistuin.

## Locatie en faciliteiten
Het Zhongnanhai ligt direct ten westen van de Verboden Stad in Peking. Het terrein is aan alle kanten omringd door zwaar bewaakte muren en poorten. Op het terrein liggen twee grote meren, de Nanhai of Zuidelijk meer en de Zhonghai of Middenmeer. Er is nog een derde meer, de Beihai of Noordelijk meer, maar dit hoort er niet bij en is een recreatief park voor het publiek.
De hoofdingang van Zhongnanhai bevindt zich in het zuiden, aan de Chang'an straat, een belangrijke doorgaande route in het stadscentrum. Deze poort, de Xinhuapoort wordt omlijst door de leuzen 'Lang leve de Communistische Partij' en 'Lang leve de onoverwinnelijke Mao Zedong-ideeën'.
Aan de oevers van de meren liggen talloze gebouwen. Velen van hen dateren uit de verschillende dynastieën van het Chinees Keizerrijk. Moderne gebouwen zijn hoofdzakelijk toegevoegd door de communisten.
Zhongnanhai is niet toegankelijk. Alleen kort na het einde van de Culturele Revolutie, tussen 1977-1985, was het terrein beperkt opengesteld. Toen de politieke situatie verslechterde aan het eind van de jaren tachtig, culminerend in het bloedbad op het Tiananmenplein, werd het terrein weer afgesloten voor het publiek.

## Geschiedenis
Tijdens de Jin-dynastie (1115-1234) lag op de huidige locatie een groot meer, net zo groot als de huidige Beihai en Zhonghai. In de Yuan-dynastie (1279-1368) werd het meer bij de Verboden Stad betrokken. Het werd vergroot en het deed dienst als een paleistuin met diverse gebouwen. Na de verplaatsing van de hoofdstad van Nanjing naar Peking gedurende de Ming-dynastie, werd het weer uitgebreid. Het Zuidelijke meer werd gegraven en de grond werd gebruikt voor de aanleg van een heuvel in het Jingshanpark, direct ten noorden van de Verboden Stad. De drie meren waren sindsdien verbonden door bruggen en kanalen.
In de Qing-dynastie werd het keizerlijke park verkleind. Diverse keizers bouwden verschillende gebouwen en paviljoens aan de oevers van het meer en gebruikten het gebied als zomerresidentie. Keizerin Cixi ging er permanent wonen en bezocht de Verboden Stad alleen bij ceremoniële gelegenheden.
Tijdens de Boxeropstand in 1900 bezette het Russische leger Zhongnanhai en plunderde de gebouwen. Later diende het terrein korte tijd als hoofdkwartier van de leider van de Achtlandenalliantie. Na de kroning van de drie jaar oude keizer Puyi, onder regentschap van zijn vader, woonde hij daar tijdelijk.
Na de val van de dynastie in 1911, gebruikte president Yuan Shikai deze locatie voor zijn hoofdkwartier. Puyi verhuisde naar de Verboden Stad. In de jaren 1928 tot 1945 was Zhongnanhai een openbaar park. Alleen de regering van de Volksrepubliek China claimde het representatieve gebied opnieuw voor politieke doeleinden. In 1949 arriveerde Zhou Enlai, hij nam er zijn intrek en herstelde veel gebouwen voor de partij en regering. Veel belangrijke politici hadden ook hun eigen huis in Zhongnanhai.

## Functie
Zhongnanhai is het machtscentrum van China en wordt dan ook China’s Kremlin genoemd. De status is vergelijkbaar met die van het Kremlin van Moskou of het Witte Huis in Washington. De term wordt ook gebruikt als synoniem voor de Chinese overheid, partij of staatsmacht.
Voor de poorten worden ook wel demonstraties en protestbijeenkomsten gehouden. Op 18 april 1989 kwamen er studenten bijeen met borden met slogans als "Weg met de dictatuur" en "Leve de Democratie". Twee dagen later maakte de politie hier een gewelddadig einde aan.
Sinds 2006 staat Zhongnanhai op de lijst van monumenten van de Volksrepubliek China (nummer: 6-302).